# Брайт, Билл
Уильям Рол «Билл» Брайт (англ. William Roll «Bill» Bright; 19 октября 1921, Коуэта, Оклахома — 19 июля 2003, Орландо, Флорида) — американский христианский деятель, основатель международного христианского служения Campus Crusade for Christ (отделение этого служения в России — Христианская миссия «Новая Жизнь»).

## Биография
Доктор Брайт более 50 лет своей жизни руководил основанным им служением Campus Crusade for Christ.
В нём задействовано 26 тысяч постоянных служителей и более 225 тысяч обученных волонтеров в 191 стране мира.
Билл Брайт в 1956 году написал буклет под названием «Четыре духовных закона», который был напечатан более чем на 200 языках и распространен среди более 3 миллиардов человек, что сделало его самым распространенным религиозным буклетом в истории.
В 1975 году Билл Брайт и Лорен Каннингем, основатель организации Youth With A Mission (YWAM) объявили, что Бог одновременно дал им видение, ставшее известным под названием «Мандат семи гор» (англ. Seven Mountain Mandate, SMM, 7M). Суть его заключалась в том, что христиане должны благовествовать и распространять Слово Божье в семи ключевых сегментах общества: религия/церковь, семья, правительство, образование, культура/развлечения/спорт, СМИ и экономика (бизнес, наука, технологии). Эта идея была подхвачена проповедниками Новой апостольской реформации и трансформировалась в программу по захвату христианами господствующих позиций в семи перечисленных сферах с целью установления христианского владычества на земле.
В 1979 году, благодаря Биллу Брайту, был создан фильм «Иисус» — документальный фильм о жизни Иисуса Христа по Евангелию от Луки. Этот фильм был широко распространен и переведен на 800 языков мира, за что и вошёл в книгу рекордов Гиннесса.
В 1996 году Брайт был удостоен престижной премии Темплтона за успехи на духовном поприще (Templeton Prize for Progress) в размере 1 миллиона 100 тысяч фунтов стерлингов. Все эти деньги Брайт пожертвовал на пропаганду духовных упражнений в посте и молитве.
Брайт скончался в возрасте 81 года от осложнений, вызванных лёгочным фиброзом.